# فانتاسیا هلدینگ
فانتاسیا هلدینگ (انگلیسی: Fantasia Holdings) شرکت هلدینگ املاک چینی است، که در سال ۱۹۹۶ تأسیس شد.